# Vương tộc Valois-Bourgogne
Nhà Valois-Burgundy (tiếng Pháp: Maison de Valois-Bourgogne; tiếng Hà Lan: Huis van Valois-Bourgondië), hay Nhà Burgundy trẻ, là một gia đình quý tộc Pháp có nguồn gốc từ Vương tộc Valois. Nó khác với Nhà Capet-Burgundy, hậu duệ của Vua Robert II của Pháp, mặc dù cả hai dòng đều có nguồn gốc từ Triều đại Capet. Họ cai trị Công quốc Burgundy từ năm 1363 đến năm 1482 và sau đó cai trị các vùng đất rộng lớn bao gồm Bá quốc Artois, Bá quốc Flanders, Công quốc Luxembourg, Bá quốc Hainault, vùng lãnh thổ của Burgundy (Franche-Comté) và các vùng đất khác thông qua liên hôn, hình thành nên vùng mà ngày nay được gọi là Nhà nước Burgundy.
Thuật ngữ "Công tước Valois xứ Burgundy" được sử dụng để chỉ triều đại bắt đầu sau khi Vua John II của Pháp trao Công quốc Burgundy của Pháp cho con trai út của ông là Philip Táo bạo vào năm 1363.
Trong Chiến tranh Trăm Năm, các công tước cạnh tranh với những người anh em họ hoàng gia của mình để thống nhất một số lượng lớn các thái ấp của Pháp và Đế chế La Mã Thần thánh dưới sự cai trị của họ. Tuy nhiên, kế hoạch thành lập một vương quốc tự trị của họ cuối cùng đã thất bại khi công tước cuối cùng, Charles Táo bạo, châm ngòi cho Chiến tranh Burgundy và bị giết trong Trận Nancy năm 1477. Người cai trị cuối cùng của triều đại là con gái ông, Mary Giàu có. Những vùng đất bên ngoài nước Pháp của bà được chuyển cho con trai cả của bà là Philipp Đẹp trai, và tạo ra thái ấp Hà Lan Habsburg, trong khi Công quốc Burgundy trở lại Vương quốc Pháp. Mary qua đời năm 1482, do đó kết thúc sự tồn tại của Triều đại Valois-Burgundy.